# 1808 a tudományban
Az 1808. év a tudományban és a technikában.

## Kémia
- Megjelenik John Dalton A New System of Chemical Philosophy (A kémiai bölcselkedés új rendszere) című könyve, melyben a becsült atomsúlyokat is felsorolja. Az atomsúlyok első táblázatát már egy 1803-ban megjelent cikkében is közölte.[1]
- Jöns Jakob Berzelius svéd kémikus a vegyületek két csoportjának – aszerint, hogy élő vagy élettelen dologból származnak –, a „szerves”, illetve a „szervetlen” elnevezést adja. Szerinte a szerves vegyületek életerőt tartalmaznak és szervetlen anyagból nem jöhetnek létre. Az utóbbi kiegészítést, az életerő-elméletet később Friedrich Wöhler megcáfolta, de a szerves-szervetlen felosztás megmaradt, bár a jelentéstartalma módosult.[2]

## Matematika
- Carl Friedrich Gauss német matematikus publikálja Theorematis arithmetici demonstratio nova című munkáját

## Publikációk
- Alexander von Humboldt: Ansichten der Natur

## Születések
- február 29. – Hugh Falconer skót botanikus és palentológus († 1865)
- július 8. – George Robert Gray angol zoológus, John Edward Gray testvére († 1872)
- augusztus 19. – James Nasmyth skót mérnök, feltaláló, jelentős érdemei vannak a gőzkalapácsok fejlesztésében († 1890)

## Halálozások
- március 3. – Johan Christian Fabricius dán entomológus (* 1745)
- december 24. – Thomas Beddoes angol filozófus, orvos (* 1760)
- december 27. – Nyulas Ferenc magyar orvos, kémikus, Erdély főorvosa (* 1758)